# Epífora (medicina)
El término epífora se utiliza en oftalmología para describir la existencia de lagrimeo continuo.

## Causas
Puede estar causada por excesiva producción de lágrimas por un estímulo externo que actúa como irritante, por ejemplo exposición al frío, ambientes contaminados, sustancias químicas, cuerpos extraños o úlceras en la córnea. También por procesos que causen inflamación de la superficie ocular, por ejemplo una conjuntivitis aguda.
En otras ocasiones la causa es un defecto en el sistema de drenaje lagrimal, debido a una disposición anormal del párpado (ectropión) u obstrucción a nivel del conducto nasolagrimal o del saco lagrimal. 
La obstrucción del sistema lagrimal puede ser congénita, si está presente desde el nacimiento, y en este caso lo más frecuente es que se deba a la imperforación de la membrana nasolagrimal. Cuando aparece en el adulto, puede deberse a una infección del saco lagrimal o dacriocistitis.
A veces el origen de la epífora es la parálisis del nervio facial que produce debilidad del músculo orbicular de los párpados.

## Tratamiento
El tratamiento es muy variado, pues depende de la causa.